# 椎橋重
椎橋 重（しいばし しげる、1948年6月14日 - 1998年9月3日）は、日本の男性声優。81プロデュースに所属していた。千葉県出身。

## 経歴
専修大学経済学部卒業。野沢那智主宰の劇団薔薇座出身。劇団フェドー劇場創立メンバー。
『ジャンヌ・ド・ピエンヌ』で初舞台。
1998年9月3日死去。50歳没。

## 人物
趣味・特技はスポーツ全般、モダンダンス。

## 出演

### テレビアニメ
- ダッシュ!四駆郎（1989年、富士山）
- お〜い!竜馬（1992年、山田広衛）
- 炎の闘球児 ドッジ弾平（1992年、鬼塚虎造）
- ジャングルの王者ターちゃん♡（1993年、バロウズ）
- ゴールFH（1994年、三枝監督）
- サッカーフィーバー（1994年、カーター 他）
- アリス探偵局（第2期）（1996年、野牛豚兵衛）
- 爆走兄弟レッツ&ゴー!!（1996年 - 1998年、岡田鉄心） - 3シリーズ
- BURN-UP EXCESS（1997年、知事）

### OVA
- 日本のおばけ話「きもだめしのばん」（1988年、権）
- エンゼルコップ（1989年）
- 緑山高校 甲子園編（1990年、緑山高校教頭先生）
- マネーウォーズ 狙われたウォーターフロント計画（1991年）
- 青空少女隊（1994年、居酒屋のおやじ）
- 銀河英雄伝説（1996年）

### 劇場アニメ
- 爆走兄弟レッツ&ゴー!!WGP 暴走ミニ四駆大追跡!（1997年、岡田鉄心）

### 吹き替え

#### 洋画
- サンタリア 魔界怨霊 ※テレビ朝日版
- ピンク・パンサー5 クルーゾーは二度死ぬ（ブルーノ〈ロバート・ロッジア〉）
- ポリス・ストーリー/香港国際警察（ダニー〈フォン・ハックオン〉[7]）※フジテレビ版

#### 海外アニメ
- バットマン
- ミュータント・タートルズ（フィルチ、トラーグ将軍）

### 特撮
- 重甲ビーファイター（傭兵戦士ザイキングの声）

### 舞台
- アップル・トゥリー
- 旦那様は狩が好き